# Marc Duret
Pour les articles homonymes, voir Duret.
Marc Duret est un acteur français, né le 28 septembre 1957 à Nice.

## Biographie
Marc Duret est le frère du réalisateur Éric Duret.

## Filmographie

### Cinéma
- 1981 : Une robe noire pour un tueur : Un jeune drogué
- 1982 : Cinq jours, ce printemps-là (Five Days One Summer) : Un étudiant français
- 1984 : Les Voleurs de la nuit : Le jeune homme
- 1988 : Le Grand Bleu : Roberto
- 1990 : L'Homme au masque d'or : Pédro
- 1990 : Nikita : Rico - Nomination César -Prix J.J. Gautier
- 1992 : Le Trou de la corneille
- 1993 : Faut-il aimer Mathilde ? : Mano
- 1995 : Half Spirit, la voix de l'araignée
- 1995 : Va mourire : Yoyo
- 1995 : L'Ennemi : Durun
- 1995 : La Haine : Inspecteur Notre Dame
- 1996 : Le Retour de l'ascenseur : Tom
- 1996 : Cannes Man : Un acteur français
- 1996 : Le Roi des aulnes (Der Unhold) : prisonnier de guerre
- 1997 : Tortilla y cinema : Benjamin Ballon
- 1997 : Dobermann : Inspecteur Baumann
- 1997 : Héroïnes : Luc
- 1998 : Mounir et Anita
- 1999 : Les Grandes Bouches : Lucien
- 2001 : Le Bal des pantins : Marcel
- 2002 : Mille millièmes : Michel
- 2003 : Concours de circonstance
- 2003 : R.I.P. - Repose en paix : Meyer
- 2003 : Corps à corps : Docteuen Azzeri
- 2004 : Le chepor : Le garagiste
- 2004 : Jack : Inspecteur Weller
- 2005 : Virgil : Le maton aux cuisines
- 2008 : Comme les autres : Marc
- 2008 : Babylone[1] : Officier no 1
- 2010 : Les Yeux : Le majordome
- 2010 : Ahmed Gassiaux : Le lieutenant Bourget
- 2011 : The English Teacher
- 2012 : La Tente
- 2012 : Arrête de pleurer Pénélope
- 2017 : Les Tuche 3 : Laurent Dupuis
- 2019 : You're Mine ! (court métrage) de Pascal Lastrajoli : L'homme British
- 2022 : Envol de Frédéric Cerulli

### Télévision

#### Téléfilms
- 1982 : Jules et Juju : Stéphane
- 1992 : Police secrets: Le violeur impuni : Romain
- 1993 : Tout va bien dans le service : Alain
- 1994 : Un alibi en or : Inspecteur Bizot
- 1995 : Les Grandes Personnes : Antoine Boivin
- 1996 : Chassés croisés : Romain
- 1996 : L'Embellie : Philippe
- 1998 : Microclimat : Miguel
- 1998 : Quand un ange passe : Blassans
- 2000 : Fugues : Vincent
- 2003 : Une deuxième chance : Louis
- 2003 : La Maîtresse du corroyeur : Georges Porquel
- 2004 : Bien agités ! : Lieutenant Duret
- 2006 : Mariés... ou presque ! : Lucas
- 2020 : De l'autre côté de Didier Bivel

#### Séries télévisées
- 1989 : Orages d'été : Maxime Lambert
- 1990 : Orages d'été, avis de tempête : Maxime
- 1990 : Le Lyonnais : Marc Lepetit
- 1993 : Maigret : Maigret et les témoins récalcitrants de Michel Sibra : le juge d'instruction Agnelot
- 1996 : Inspecteurs associés : Pierre Ferret
- 1996 : L'Instit (série télévisée, saison 4 épisode 3 Demain dès l'aube) de François Velle : Alain
- 2001 : Starhunter (en) : Eric
- 2004 : Les Monos : Lino (un mono)
- 2004 : Les Cordier, juge et flic : Berthier
- 2004 : Avocats et Associés : Marc Cayeux
- 2004 : Docteur Dassin, généraliste : Denis Cholet
- 2005 : Une femme d'honneur : Un homme peut en cacher un autre (saison 9 épisode 2) : Didier Marchand
- 2005 : Femmes de loi : Docteur Francoeur
- 2006 : Le Proc : Commissaire Vecchia
- 2007 : La Légende des trois clefs : Simon
- 2009 : Les toqués : Pierrot
- 2009 : The Philanthropist : Détective Collin
- 2009 : Action spéciale douanes : François
- 2011-2014 : Borgia : cardinal Briçonet
- 2012 : Le Sang de la vigne (épisode Boire et déboires en Val de Loire) : Marco Ferri
- 2012 : Au nom d'Athènes : Miltiade
- 2013 : L'homme de la situation, épisode Irène
- 2015 : Section de recherches (saison 9, épisodes 6 à 9) : le procureur
- 2015 : Caïn : Rumeurs (saison 3, épisode 3) : Yann Barbet
- 2016 :  Outlander : Joseph Duverney
- 2020 : Ils étaient dix de Pascal Laugier : Maitre Langlois
- 2024 : Scènes de ménage : un ami de Gilbert
- 2024 : Franklin : M. Brillon

## Théâtre
- 1994 : Les Grandes Personnes d'Olivier Dutaillis, mise en scène Jean-Michel Vanson, Théâtre de Poche Montparnasse -
- 1995 : Europa - Stéphanie Loic - TGP Saint-Denis
- 1997 : Don Juan ou la mort qui fait le trottoir d'Henry de Montherlant, mise en scène Jean-Luc Tardieu, Maison de la Culture de Loire-Atlantique Nantes, Théâtre de la Madeleine
- 1999 : Juste la fin du monde de Jean-Luc Lagarce, mise en scène Joël Jouanneau, Théâtre Vidy-Lausanne
- 2000 : Juste la fin du monde de Jean-Luc Lagarce, mise en scène Joël Jouanneau, Théâtre national de la Colline
- 2002 : Juste la fin du monde de Jean-Luc Lagarce, mise en scène Joël Jouanneau, Théâtre de Nice
- 2004 : Mariage (en) blanc de Roberto Cavosi, mise en scène Pierre Santini, Théâtre Mouffetard, Théâtre de l'Œuvre
- 2011 : Cyrano de Bergerac d'après Edmond Rostand, adaptation et mise en scène Brigitte Rico (Cie Au Fil de Soi), Théâtre Francis Gag, Théâtre de Verdure, Nice
- 2012 : Cyrano d'après Edmond Rostand, adaptation Brigitte Rico, mise en scène Caroline Bonhomme (Cie Trois Rayons de Pluie), réalisation vidéo Thierry Lopez, Espace Magnan, Nice
- 2013: La Mouette d'Anton Tchekov : Trigorine, Compagnie du Désordre
- 2014: Angelo Tyran de Padoue : Angelo, Théâtre National de Nice
- 2014: La Strada (Gelsomina) : Zampano, Résidence artistique MJC Magnan

## Doublage

### Films
- 2021 : La Femme à la fenêtre : Alistair Russell (Gary Oldman)

### Télévision
- 2017-2018 : Harry Bosch (série) : Bradley Walker (John Getz) (13 épisodes)
- 2020 : Coup de foudre dans l'allée des sapins (téléfilm) : Edmund (Paul Anthony McLean)
- 2023 : Le Pouvoir : ? (?)
- 2024 : Bodkin (en) : Darragh (Pat Shortt)